# HD 224635
HD 224635 och HD 224636 bildar en dubbelstjärna belägen i den mellersta delen av stjärnbilden Andromeda. De har en skenbar magnitud av ca 6,46 + 6,72 och kräver åtminstone en handkikare för att kunna observeras. Baserat på parallaxmätning inom Hipparcosuppdraget på ca 34,6 mas, beräknas den befinna sig på ett avstånd på ca 94 - 96 ljusår (ca 29 parsek) från solen. Den rör sig närmare solen med en heliocentrisk radialhastighet på ca -8 km/s.

## Egenskaper
Primärstjärnan HD 224635 är en gul till vit stjärna i huvudserien av spektralklass F8 V. Den har en massa som är ca 1,2 solmassor, en radie som är ca 3,7 solradier och har ca 3,5 gånger solens utstrålning av energi från dess fotosfär vid en genomsnittlig effektiv temperatur av ca 6 100 K.
Dubbelstjärnan utgörs av primärstjärnan av magnitud 6,46 och följeslagaren HD 224636 av magnitud 6,72. Paret har en omloppsperiod av 717 år.